# كارلز سانتوس
كارلز سانتوس (بالإسبانية: Carles Santos Ventura)‏ هو مصور وعازف بيانو وملحن ومخرج وشاعر إسباني، ولد في 1 يوليو 1940 في فيناروس في إسبانيا، وتوفي بنفس المكان في 4 ديسمبر 2017 بسبب سرطان.

## وصلات خارجية
- كارلز سانتوس على موقع IMDb (الإنجليزية)
- كارلز سانتوس على موقع ألو سيني (الفرنسية)
- كارلز سانتوس على موقع ميوزك برينز (الإنجليزية)
- كارلز سانتوس على موقع أول موفي (الإنجليزية)
- كارلز سانتوس على موقع ديسكوغز (الإنجليزية)
- كارلز سانتوس على موقع قاعدة بيانات الفيلم (الإنجليزية)
- كارلز سانتوس على موقع كينوبويسك (الروسية)